# Chvédódah
Chvédódah byl zarathuštrický obyčej manželských svazků mezi blízkými příbuznými, typicky mezi otcem a dcerou, matkou a synem nebo sourozenci, který byl chápán jako jedno z největších vyjádření zbožnosti. Mytickými pravzory tohoto druhu sňatku byl poměr mezi Óhrmazdem a jeho dcery Spandármad, z kterého se narodil Gajómart, který zase se svou matkou zplodil sourozence, Mašja a Mašjánag, kteří spolu zplodili lidstvo. Nakolik byl teto zvyk běžný je nevyřešenou otázkou, obecně se však předpokládá že byl v době Sasánovské říše rozšířen v královské rodině a mezi aristokracií, snad i mezi kněžstvem, zatímco situace v době kdy vznikaly avestánské texty je pokládána za nejasnou. Mezi příklady chvédódah patří sňatek Kambýsa II. se svou nevlastní sestrou, Artaxerxa II. se svými dvěma dcerami nebo Kaváda I. se svou dcerou Sambyke.
Po pádu Sasánovské říše byl zvyk manželství mezi nejbližšími příbuznými postupně zakázán a zanikl, a výraz chvédódah se počal užívat pro svazek mezi bratrancem a sestřenicí, které se stalo mezi Pársy velmi běžným.